# 白莲镇 (衡东县)
白莲镇，是中华人民共和国湖南省衡陽市衡东县下辖的一个乡镇级行政单位。

## 行政区划
白莲镇下辖以下地区：
莲花社区、白莲村、马鞍村、高峰村、山花村、先锋村、塘荷村、高明村、永安村、南塘村、铁坪村、谭家桥村、小初村、鲤鱼村、山底村、新坝村、白石村、王家垅村、月寨村、马房村、双江村、石塘村、罗家湖村、龙潭村、洛湖村和对江村。